# Villers-devant-Mouzon
Villers-devant-Mouzon [vilɛʁ dəvɑ̃ muzɔ̃] ist eine französische Gemeinde mit 104 Einwohnern (Stand 1. Januar 2022) im Département Ardennes in der Région Grand Est (vor 2016 Champagne-Ardenne). Die Gemeinde gehört zum Arrondissement Sedan und zum Kanton Carignan.

## Geografie
Villers-devant-Mouzon liegt etwa 15 Kilometer südöstlich des Stadtzentrums von Sedan in den Argonnen und an der Maas. Umgeben wird Villers-devant-Mouzon von den Nachbargemeinden Remilly-Aillicourt im Westen und Norden, Douzy im Nordosten, Mouzon im Osten, Autrecourt-et-Pourron im Süden sowie Haraucourt im Westen.

## Bevölkerungsentwicklung
| 1962                       | 1968 | 1975 | 1982 | 1990 | 1999 | 2006 | 2011 | 2019 |
| -------------------------- | ---- | ---- | ---- | ---- | ---- | ---- | ---- | ---- |
| 107                        | 93   | 69   | 82   | 130  | 116  | 113  | 99   | 108  |
| Quellen: Cassini und INSEE |      |      |      |      |      |      |      |      |

## Sehenswürdigkeiten
- Kirche Saint-Pierre